# Rathaus Rain (Lech)

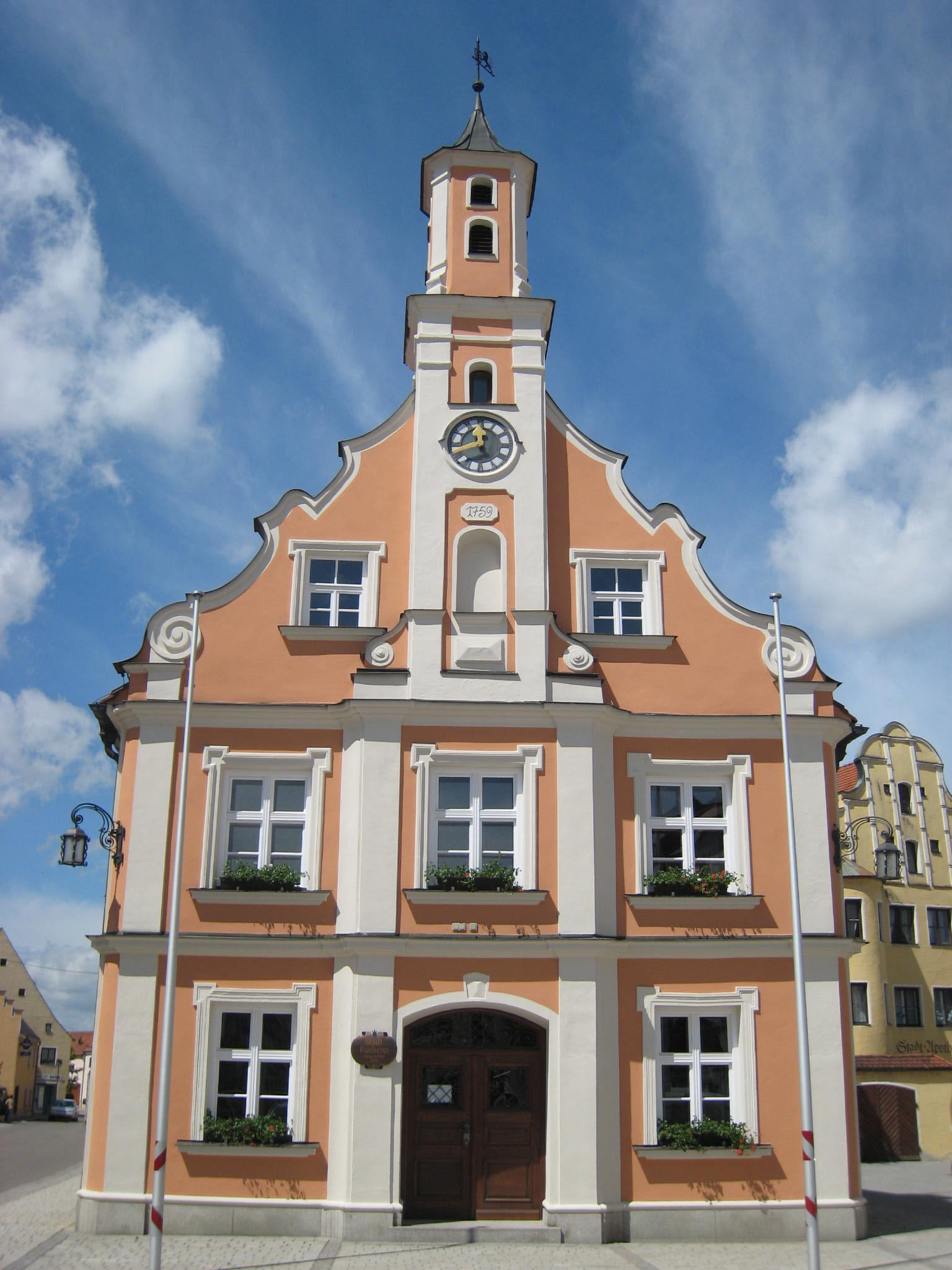
Rathaus in Rain

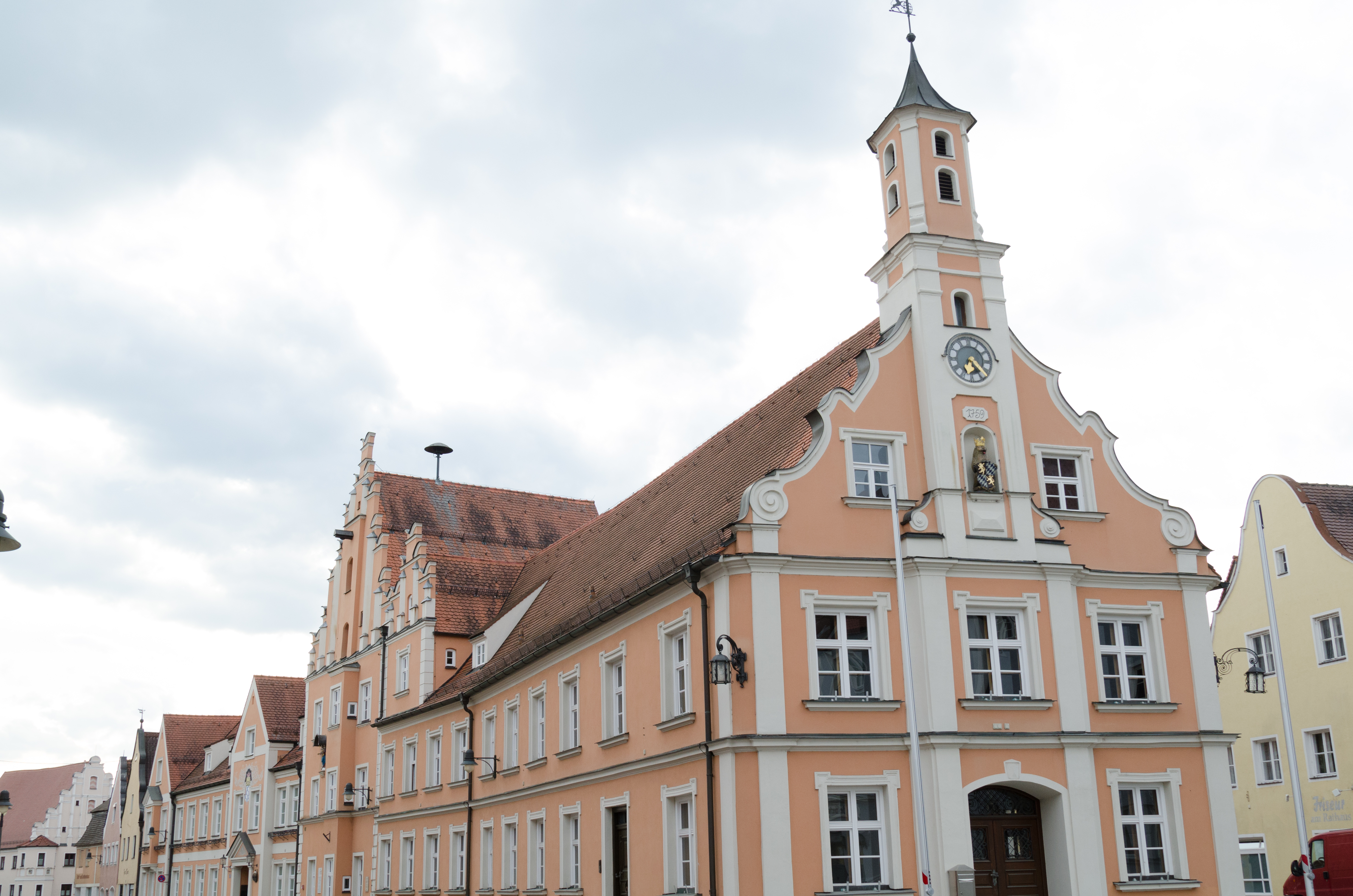
Südansicht mit Zwerchhaus

Das Rathaus in Rain, einer Stadt im Landkreis Donau-Ries im bayerischen Regierungsbezirk Schwaben, wurde von 1759 bis 1762 errichtet. Das Rathaus im Stil des Rokoko an der Hauptstraße 60 ist ein geschütztes Baudenkmal.

## Geschichte und Beschreibung
Der langgestreckte, zweigeschossige Satteldachbau mit geschweiftem Volutengiebel besitzt einen Giebelturm über dem Flachrisaliten. An der Südseite befindet sich ein dreigeschossiges Zwerchhaus mit Zinnengiebel. Das Gebäude ist reich gegliedert durch Lisenen, Gesimse und Fensterrahmungen.
Da die Räumlichkeiten durch das Wachsen der Stadt nicht mehr ausreichten, wurde das anschließende, schon 1880 erworbene sogenannte „Altherr-Haus“ Zug um Zug von den 1950er Jahren bis 1975 in die Nutzung durch die Stadtverwaltung einbezogen. Dieses 1600 erbaute dreigeschossige Haus ist nach seinem früheren Eigentümer, dem Wachszieher und Bürgermeister (1836–1842) Josef Altherr benannt und gehört zu den ältesten und stattlichsten Gebäude der Altstadt.
Durch die Bildung der Verwaltungsgemeinschaft Rain zum 1. Mai 1978 war der Komplex erneut knapp geworden, weshalb die Stadt im westlichen Anschluss von 1985 bis 1987 einen bezüglich Fassade angepassten Erweiterungsbau errichten ließ und anschließend (1987–1989) Rathaus und Altherr-Haus sanierte. Planer von Generalsanierung und Erweiterung war der Münchener Architekt Erwin Schleich.
Ein von den Gemeinden Genderkingen, Holzheim, Münster und Niederschönenfeld erworbenes Objekt in Rain, Münchner Straße 42, wurde am 1. April 2019 als zweites Gebäude der Verwaltungsgemeinschaft Rain bezogen; seither ist im Rathaus wieder ausschließlich die Verwaltung der Stadt untergebracht.

## Filmkulisse
In Rain drehte der Regisseur Franz Xaver Bogner die Außenaufnahmen seiner Serie Der Kaiser von Schexing; die Außenfassade des Schexinger Rathauses ist dabei das echte Rathaus.